# فيل باطر
فيل باطر (بالإنجليزية: Phil Bater)‏ هو مدرب كرة قدم ولاعب كرة قدم بريطاني في مركز الدفاع، ولد في 26 أكتوبر 1955 في كارديف في المملكة المتحدة. شارك مع منتخب ويلز تحت 21 سنة لكرة القدم. أما مع النوادي، فقد لعب مع كارديف سيتي ونادي بريستول روفيرز ونادي برينتفورد ونادي ريكسهام ونادي غلوستر سيتي.